# John Wesley Harding (album)
1967. december 27-én jelent meg Bob Dylan nyolcadik albuma, a John Wesley Harding. Dylan három kísérletező, „elektromos” albuma után visszatért a hagyományos, akusztikus zenéhez. A John Wesley Harding felvételei ugyanabban az időszakban készültek, mint a The Banddel készített és 1975-ben kiadott The Basement Tapes. Ezek a felvételek stílusukban hasonlítanak az albumra, melynek producere Bob Johnston volt.
A John Wesley Harding kedvező fogadtatásra talált a kritikusok körében és az eladási listákon is előkelő helyen szerepelt (UK #1; US #2). Figyelembe véve, hogy Dylan utasítására az albumot elég visszafogottan reklámozták, ez igen szép teljesítmény. Alig három hónappal megjelenése után az albumot az RIAA aranylemezzé minősítette. Bár Dylan nem adott ki kislemezt az albumról, az All Along the Watchtower Jimi Hendrix 1968-as feldolgozásának köszönhetően az egyik legnépszerűbb dallá vált.
2003-ban a Rolling Stone magazin Minden idők 500 legjobb albumát felsoroló listáján az album a 301. helyet szerezte meg.

## A felvételek
Dylan a John Wesley Harding munkálatait 1967 őszén kezdte el. Ekkor már több, mint 18 hónap telt el a Blonde on Blonde elkészülte óta. Miután felépült motorbalesete során szerzett sérüléseiből, idejének java részét az általa és a The Band által bérelt woodstocki ház alagsorában töltötte, ahol a zenekarral készített felvételeket, melyek között sok új dal is volt. Végül majdnem mindegyiket bejegyeztette a szerzői jogi hivatalban, de egyiket sem akarta következő albumához felhasználni. (Ezek csak az 1975-ös The Basement Tapes című albumon jelentek meg, addig pedig kalózfelvételeken voltak bezerezhetőek.) Ezek helyett más dalokat vett fel.
Az albumra került dalok pontos keletkezési ideje nem ismert, de az eddig előkerült alagsori felvételek között egyik sem található meg. Robbie Robertson ezt mondta: „Bobnak nem voltak konkrét tervei Nashville-ben. Ott viszont néhány zenésszel felvette az albumot”. A John Wesley Harding három felvételi napon összesen kevesebb, mint tizenkét órányi munkával készült el.
Azok az érzelmekkel és gondolatokkal teli dalok, melyekkel Dylan Nashville-be érkezett, hasonlítottak az alagsorban felvett kompozíciókhoz. Tartalmukhoz híven a zene is egyszerű, díszítésektől mentes.
Bob Johnston producer így emlékezett: „Bob a Ramada Innben szállt meg, eljátszotta a dalokat és azt javasolta, hogy csak basszusgitárt, gitárt és dobot használjunk. Beleegyeztem, de mondtam, hogy steel gitárt is használjunk. Így került a képbe Pete Drake.”
Dylan ismét egy zenekarral készített felvételeket, de a hangszerelés elég egyszerű volt. A felvételek döntő részében csak Kenneth A. Buttrey dobos és Charlie McCoy basszusgitáros kísérte Dylant, aki énekelt, gitározott és szájharmonikázott. Dylan 1971-ben ezt mondta a felvételekről: „Nem hoztam létre szándékosan lágy hangzást. Szerettem volna… több steel gitárt, több zongorát. Több zenét… nem ültem le előtte és nem terveztem meg a hangzást.”
Az első felvételi napot 1967. október 17-én tartották a Columbia Studio A stúdiójában. A három órás munka alatt Dylan az I Dreamed I Saw St. Augustine, a Drifter's Escape és a The Ballad of Frankie Lee and Judas Priest című dalokat vette fel. A munka november 6-án folytatódott, ekkor az All Along the Watchtower, a John Wesley Harding, az As I Went Out One Morning, az I Pity the Poor Immigrant és az I Am a Lonesome Hobo készült el. A maradék négy dalt (Dear Landlord, The Wicked Messenger, Down Along the Cove, I'll Be Your Baby Tonight) november 29-én vették fel. Az utolsó felvételi napon Pete Drake steel gitáros csatlakozott a zenekarhoz, játéka az album utolsó két dalában hallható. Az album végső keverése még aznap elkészült.
Valamikor a második és harmadik felvételi nap között Dylan felkérte Robbie Robertsont és Garth Hudsont a The Bandből, hogy néhány dalhoz vegyenek fel rájátszásokat. Robertson ezt mondta: „Beszélgettünk arról, hogy csinálunk néhány rájátszást, de amikor meghallgattam a dalokat, teljesen késznek hatottak. Úgy kerültek fel az albumra, ahogy Bob visszavitte őket.”
A John Wesley Harding az utolsó felvételi nap után alig négy héttel jelent meg. Ez szokatlanul gyors volt egy olyan nagy kiadó esetében, mint a Columbia Records.

## A dalok
A John Wesley Harding legtöbb dalszövege rövid, lényegre törő. Bár Dylan továbbra is merész költői képeket, képzettársításokat alkalmaz, az 1965-re és 1966-ra jellemző vad, mámoros szürrealizmus, a tudatfolyamszerű szerkesztésmód valami kézzelfoghatóbbnak, egyszerűbbnek, egyúttal metszőbbnek adta át helyét. Ahogy Dylan egy 1968-as interjúban elmondta: „Most megpróbálok kevesebb szót használni. Nincs hézag a szakaszok között. Nincsen bennük töltelék. Minden sornak megvan a szerepe.” Allen Ginsberg szerint Dylan beszélt neki erről az új irányról: „Azt mondta, hogy rövidebb sorokat akar, melyeknek megvan a maguk jelentése. Nem írt egy újabb sort pusztán azért, hogy rímeljen; minden sornak előrébb kellett vinnie a történetet. Abból az időből származik néhány legjobb szűkszavú balladája, például a The Ballad of Frankie Lee and Judas Priest. Nem volt benne felesleges szó, sem felesleges szünet. A képek funkciója fontosabb volt, mint az, hogy mennyire díszesek.” A dalszerkezet is merev, a legtöbb dal három szakaszból áll.
A The Basement Tapes idején felbukkanó sötét, vallásos hangnem ezen az albumon is folytatódik, melynek nyelvezetére az angol King James Biblia volt hatással. Bert Cartwright The Bible in the Lyrics of Bob Dylan című könyve az alig 40 perces albumról több, mint 60 bibliai utalást említ, a The Ballad of Frankie Lee and Judas Priest című dalból egyenesen tizenötöt. A dalok hangulatát egy ótestamentumi moralitás is színezi.
Dylan anyja, Beatty Zimmerman Toby Thompsonnak adott 1968-as interjújában megemlítette Bob növekvő érdeklődését a Biblia iránt: „A woodstocki házának egyik szobájában van egy állvány, melyen nyitva áll egy Biblia. Annyi könyve van, hogy alig férnek el a házban, de ezek közül a Bibliát olvassa a leggyakrabban. Mindig talál benne valamit, amiről beszélgetni tud.”
Az album első dala a címadó dal, ami John Wesley Hardinról, egy texasi banditáról szól, néhányan azonban fontos vallásos elemnek tartják monogramját. Dylan 1969-ben ezt mondta a dalról a Rolling Stone-nak:
Egy balladát akartam írni… egy régen élt cowboyról… tudja, egy igazán hosszú balladát. De a második szakasz közepén beleuntam. Megvolt a dallam, és nem akartam elvesztegetni, igazán szép melódia volt, úgyhogy gyorsan megírtam a harmadik szakaszt és felvettem… Tudtam, hogy az emberek meg fogják hallgatni azt a dalt és azt fogják mondani, hogy nem értik, miről szól, de előbb vagy utóbb úgyis megtalálták volna, ha az albumnak nem a John Wesley Harding címet adjuk… enélkül az emberek csak egy eldobható dalnak tartották volna.
Tim Riley a következőt írta: „Az As I Went Out One Morning című dalban sokkal fontosabb a csábító, fogságban lévő hajadon, mint Tom Paine, az első törvényen kívüli amerikai újságíró.” A Rolling Stone-ban megjelent kritikájában Greil Marcus ezt írta: „Néha úgy hat rám a dal, mint egy rövid időutazás az Egyesült Államok történelmében; az énekes egy parkban sétál és megáll Tom Paine szobra előtt és máris egy allegóriába botlik: Tom Paine, a szabadság és lázadás szimbóluma, akit a történelemkönyvek és az emlékművet bíráló bizottság igazi patriótának akart beállítani, a dalban egy vérbeli patrióta szerepét játssza. Egy menekülni vágyó lány fogvatartója, aki Délre – az amerikai nép, az amerikai zene életerejének forrása felé – akar menekülni Paine elől. Íme, sikerült fejreállítani történelmünket, gúnyt űznünk saját mítoszainkból…”
Az I Dreamed I Saw St. Augustine című dal egy álomról szól, melyben Hippói Szent Ágoston, Hippo Regius tudós püspöke szólítja meg az énekest; Szent Ágoston 430-ban halt meg, amikor a várost feldúlták a vandálok. Riley megjegyzi, hogy a dalban Dylan Szent Ágoston „emberi nagyságát minden olyan emberre általánosítja, akit a csőcselék fosztott meg életétől.” A dalban Szent Ágoston víziója ráébreszti az énekest, hogy „milyen érzés egy erőszakos tömeg célpontjának lenni és milyen nehéz azonosulni a tömeg ösztöneivel, mely szerint akit szeretnek, azt mindennel elhalmozzák, amit nem értenek, azt pedig lerombolják.” A dal első sorát Dylan az I Dreamed I Saw Joe Hill Last Night című munkásegyleti dalból vette át. Az utolsó sor („I put my fingers against the glass and bowed my head and cried”) Woody Guthrie Ludlow Massacre című dalának utolsó sorát („I said God bless the Mineworkers' Union, and then I hung my head and cried”) idézi.
Az album legnyilvánvalóbb bibliai utalását az All Along the Watchtower tartalmazza: Ézsaiás próféta könyvények 21:8–9 részére épül, mely Babilon elestéről szól. Heylin szerint „a tolvaj, aki azt mondja, hogy „az idő egyre sürget” (the hour is getting late), kétségkívül az, akiről a Jelenések könyvében is szó esik: Jézus Krisztus. Ő az, aki azt mondja: „…eljövök, mint a tolvaj, és nem tudod, melyik órában jövök el hozzád.”” Ahogy Dylan később az albumról mondta: „ingerülten számoltam le az ördöggel.” A dalt Jimi Hendrix 1968-as feldolgozása tette világhírűvé.
Az album talán legtitokzatosabb dala a The Ballad of Frankie Lee and Judas Priest, ami egy középkori moralitás szerkezetét követi. A történet arról szól, hogyan kísérti meg Frankie Lee-t egy köteg tízdolláros, amit Júdás pap (Judas Priest) ad neki. Miközben Frankie azon gondolkodik, hogy elfogadja-e a pénzt, Júdás tekintetétől egyre nyugtalanabbá válik. Végül Júdás magára hagyja Frankie-t, hogy egyedül gondolkodjon a dolgon. Azt mondja, hogy a hely, ahol utolérheti, „az Örökkévalóság, de lehet, hogy te Paradicsomnak hívnád” (Eternity, though you might call it Paradise). Miután Júdás elmegy, egy idegen érkezik Frankie-hez. Megkérdezi tőle, hogy ő-e „a kártyás, akinek apja meghalt” (Are you Frankie Lee the gambler whose father is deceased?). Az idegen üzenetet hoz Júdástól, mely szerint egy házban tartják fogva. Frankie kétségbe esik, otthagyja a pénzt és Júdáshoz siet, akit a ház előtt talál. (Júdás azt mondja, „ez nem ház… ez otthon”.) Frankie hamar megnyugszik, amikor a ház huszonnégy ablakának mindegyikében egy nő arcát látja meg. Felmegy a lépcsőn és habzó szájjal elkezdi „éjféli lopakodását” (make his midnight creep). Frankie tizenhat napon és éjen át tombol, ám a tizenhetediken Júdás karjaiban meghal – szomjúságtól (az angol thirst szó szomjúságot és vágyat is jelent). Az utolsó két szakasz a legnehezebben értelmezhető. Miközben Frankie-t kihozzák a házból, az emberek közül csak egy fiú szólal meg, aki azt mondja, hogy „semmi sem derült ki” (nothing is revealed), miközben rejtélyes bűnét eltitkolja (with his guilt so well concealed). Az utolsó szakasz tanulságot von le a történetből: „az embernek nem szabad odamennie, ahol nincs keresnivalója” (one should never be where one does not belong). Az utolsó sort gyakran szokták idézni: „ne hidd, hogy a túloldalon álló ház maga a Paradicsom” (don't go mistaking Paradise for that home across the road).
A következő három dal három, a társadalom perifériáján élő emberről szól. A Drifter's Escape egy elítélt csavargóról szól, aki úgy menekül meg a rabságtól, hogy egy villámcsapás romba dönti a bíróság épületét. A dalt Joan Baez és Jimi Hendrix is feldolgozta. A Dear Landlord szereplője tiszteletért és egyenlő jogokért könyörög földesurának. Az I Am a Lonesome Hobo egy csavargó figyelmeztetése, hogy jobb, ha távol tartják magukat tőle az emberek.
A. J. Weberman amatőr „dylanológus” szerint a Dear Landlord című dalt Dylan és a menedzsere, Albert Grossman közötti nézeteltérések ihlették, ezt viszont több kritikus is megkérdőjelezte. (Tim Riley szerint lehetséges, hogy Dylan korábbi barátnőjéről, Suze Rotolóról írt dalt, de kizártnak tartja, hogy Joan Baeznek is írt volna egyet.) Az értelmezések alapja a földesúr (landlord) személye (az értelmezések az irodalmi ihlettől az Istenre utaló metaforáig terjednek).

## A borító
A John Wesley Harding borítóján az oldalra sandító Dylan mellett a Bengali Bauls két tagja, két dél-afrikai zenész áll, akiket Dylan menedzsere, Albert Grossman hozott Woodstockba; Dylan mögött Charlie Joy, egy helybéli kőműves és ács látható. Dylan ugyanazt a kabátot viselte, amit a Blonde on Blonde borítóképén. Egy régi „legenda” szerint az eredeti bakelitlemez borítóján, a fa ágai között láthatóak voltak a Beatles tagjainak képei. Néhányan feltételezik, hogy még a megjelenés előtt eltüntették ezeket a képeket, és a legközelebbi fatörzs ezért olyan sötét.
A borító a rajta olvasható szöveg miatt is érdekes, amit maga Dylan írt. Ez három király és három másik szereplő (Terry Shute, Frank és Frank felesége, Vera) története, melyben fellelhetőek a dalok szövegéből átvett részletek. A valódi dalszövegekkel ellentétben ezek a részletek Dylan korábbi munkáinak színes, terjengő stílusát idézik.

## Az album dalai
Minden dalt Bob Dylan írt.
1. John Wesley Harding – 3:00
2. As I Went Out One Morning – 2:52
3. I Dreamed I Saw St. Augustine – 3:55
4. All Along the Watchtower – 2:31
5. The Ballad of Frankie Lee and Judas Priest – 5:35
6. Drifter's Escape – 2:48
7. Dear Landlord – 3:18
8. I Am a Lonesome Hobo – 3:24
9. I Pity the Poor Immigrant – 4:16
10. The Wicked Messenger – 2:05
11. Down Along the Cove – 2:25
12. I'll Be Your Baby Tonight – 2:39

## Közreműködők
- Bob Dylan – ének, gitár, szájharmonika, zongora
- Charlie McCoy – basszusgitár
- Kenneth A. Buttrey – dob, ütőhangszerek
- Pete Drake – steel gitár

### Produkció
- Charlie Bragg – hangmérnök
- Bob Johnston – producer